# 만성 폐쇄 폐 질환
만성 폐쇄 폐 질환(chronic obstructive pulmonary disease, COPD, COLD, COAD) 또는 만성 폐쇄성 폐 질환(慢性 閉鎖性 肺 疾患)은 만성적으로 기류의 상태가 불량한 폐쇄성 폐질환의 한 종류이다. 시간이 지남에 따라 상태가 악화되는 것이 보통이다. 주요 증상으로는 호흡곤란, 기침, 가래 등이 있다. 만성기관지염 환자 중 대다수에게서 만성 폐쇄성 폐질환이 나타난다.
만성 폐쇄성 폐질환의 가장 흔한 원인은 흡연이며, 대기오염과 유전과 같은 다른 요소들도 더 적은 비율로 영향을 끼친다. 이러한 자극원들에 의해 폐에 염증반응이 발생해 소기도가 좁아지고 폐조직이 파괴되는 폐기종의 원인이 된다. 진단은 폐기능검사 결과 측정된 기류가 불량할 때 내려진다.
만성 폐쇄성 폐질환은 알려진 병인들에 대한 노출을 줄임으로써 예방할 수 있다. 흡연율을 줄이고 실내 · 실외 대기질을 개선하려는 노력 등이 여기에 포함된다. 만성 폐쇄성 폐질환의 관리방법에는 금연, 예방접종, 재활, 기관지 확장제의 잦은 투여, 스테로이드 등이 있다. 일부 경우에는 장기간에 걸친 산소요법이나 폐이식으로 호전되기도 한다. 급성악화를 겪는 경우에는 약물의 증가 투여와 입원이 필요할 수 있다.
전세계적으로 3억 2900만 명, 혹은 전세계 인구의 5%에 가까운 사람들이 만성 폐쇄성 폐질환을 앓는다. 2010년 만성 폐쇄성 폐질환으로 인해 발생한 경제적 비용은 미화 21억 달러 규모로 추정된다.만성 폐쇄성 폐질환은 2012년 사망 원인 3위로 300만 명 이상 인구의 사망원인이었다. 여러 국가들의 고령화와 높은 흡연율로 사망자 수는 증가할 것으로 예상된다.

## 징후 및 증상
만성 폐쇄성 폐질환의 가장 흔한 증상은 가래, 호흡 곤란, 습성해소이다. 이러한 증상들은 오랜 기간 지속되며 보통 시간이 갈수록 악화된다. 만성 폐쇄성 폐질환이 여러 종류가 있는지는 확실하지 않다. 과거에는 폐기종과 만성 기관지염으로 분리하였으나, 폐기종은 질병 자체라기 보다는 폐 상태 변화를 묘사하고 만성 기관지염은 만성 폐쇄성 폐질환에 동반될 가능성이 있는 증상들의 기술에 지나지 않는다.

### 기침
증상 중 보통 만성 기침이 제일 먼저 발생한다.  기침이 가래를 동반하며 별다른 이유 없이 한 해에 삼 개월 이상 이 년 이상 계속되면 만성 기관지염으로 정의된다. 이 상태는 만성 폐쇄성 폐질환이 생기기 전에도 발생할 수 있다. 가래의 양은 수 시간 또는 수 일에 걸쳐 달라질 수 있다. 일부 경우에는 기침이 나타나지 않거나 가끔씩만 발생할 수 있으며 습성이 아닐 수도 있다. 일부 만성 폐쇄성 폐질환 환자들은 이러한 증상들을 흡연으로 인한 기침으로 생각하기도 한다. 가래는 사회적 · 문화적 요인에 따라 삼키거나 뱉는다. 격한 기침은 갈비뼈 골절이나 잠시 의식을 잃음으로 이어지기도 한다. 만성 폐쇄성 폐질환 환자는 보통 감기를 오래 앓았던 경우가 많다.

### 호흡 곤란
호흡 곤란이 대개 만성 폐쇄성 폐질환의 가장 괴로운 증상으로 꼽힌다. “숨 쉬는 데에 힘이 듭니다,” “숨이 찹니다,” “공기를 충분히 들이마실 수가 없습니다” 등의 표현으로 묘사된다. 문화에 따라 여러 표현이 다르게 쓰인다. 보통 호흡 곤란은 긴 시간에 걸친 활동 이후에 심하며 시간이 지남에 따라 악화된다. 중증 단계에서는 쉬고 있는 중에도 발생하며 항상 나타날 수도 있다. 호흡 곤란은 만성 폐쇄성 폐질환 환자들에게는 근심과 삶의 질 저하의 원인이 된다. 어느 정도 진행된 만성 폐쇄성 폐질환 환자 중 일부는 입술을 오므린 호흡으로 호흡을 용이하게 할 수 있다.

### 기타 특징
만성 폐쇄성 폐질환이 있는 경우 숨을 들이마시는 데에 걸리는 시간보다 내쉬는 데에 걸리는 시간이 더 길 수도 있다. 가슴이 답답할 수 있으나 흔하지 않으며 다른 문제에 의해 야기된 현상일 수도 있다. 기류가 폐쇄된 경우 청진기로 흉부 청진 시 쌕쌕거리는 소리가 들리거나 더 적은 소리가 들릴 수 있다. 술통흉곽은 만성 폐쇄성 폐질환의 특징적인 징후이나 상대적으로 드물게 나타난다. 폐쇄성 폐질환이 악화됨에 따라 삼각자세가 나타날 수도 있다.
중증 만성 폐쇄성 폐질환은 폐동맥의 고혈압으로 이어질 수 있으며, 이는 우심실에 압박을 가한다. 이를 폐성심이라고 하며, 이로 인해 다리가 붓고 목의 핏줄이 붉어지는 등의 증상이 나타난다. 만성 폐쇄성 폐질환은 다른 어떤 폐질환보다도 폐성심을 많이 유발한다. 폐성심 발생은 보조 산소의 도입 이후 감소하였다.
만성 폐쇄성 폐질환은 위험 인자가 같은 다른 질환들을 동반하여 나타나는 일이 잦다. 이러한 질환들에는 허혈성 심질환, 고혈압, 당뇨병, 근육 퇴행, 골다공증, 폐암, 불안 장애, 우울증 등이 있다. 중증 환자의 경우 만성 피로를 자주 느낀다. 손톱 곤봉증은 만성 폐쇄성 폐질환의 경우에만 나타나는 것이 아니며 손톱 곤봉증이 있을 경우 폐암 원질환 여부의 검사가 진행되어야 한다.

### 악화
만성 폐쇄성 폐질환의 극성 악화는 만성 폐쇄성 폐질환 환자에게서 나타나는 호흡 곤란의 악화, 가래 양의 증가, 가래의 투명에서 녹색이나 황색으로의 색상 변화, 기침 증가로 정의된다. 호흡의 빨라짐, 심장 박동의 빨라짐, 발한, 목 근육의 활발한 사용, 검푸른 피부 빛, 혼란, 매우 심각한 악화의 경우에는 호전적 행동 등으로 나타나는 숨쉬는 데에 힘이 더 드는 등의 징후가 함께 나타나기도 한다. 청진기로 청진 시 폐에서 염발음이 들리기도 한다.

## 원인
만성 폐쇄성 폐질환의 주된 원인은 담배 흡연이며, 일부 국가에서는 실내에서의 불에 대한 직업적인 노출이나 오염이 중요한 원인이 되기도 한다. 이러한 노출은 증상이 나타나기 수십 년 전부터 진행되는 것이 보통이다. 개인의 유전자 구조 또한 위험 요인이 될 수 있다.

### 흡연
만성 폐쇄성 폐질환의 전세계적 주 위험 인자는 담배 흡연이다. 흡연 인구의 20%에 만성 폐쇄성 폐질환이 생기며, 평생 흡연한 이들 중 약 절반에 만성 폐쇄성 폐질환이 생긴다. 미국과 영국의 만성 폐쇄성 폐질환 환자 중 80-95%가 현재 흡연하거나 과거에 했던 경력이 있다. 만성 폐쇄성 폐질환을 앓게 될 확률은 총 흡연 노출량에 비례해 증가한다. 또한 여성이 남성보다 흡연의 악영향의 타격을 크게 받는다. 비흡연자 만성 폐쇄성 폐질환 환자 중 약 20%의 원인이 간접흡연이다. 담배 외 마리화나, 시가, 물담배 등의 흡연 역시 위험요소가 된다. 여성의 임신 중 흡연은 태아의 만성 폐쇄성 폐질환 위험의 증가로 이어질 수 있다.

### 대기 오염
석탄이나 나무나 동물 분뇨 등의 바이오매스 연료를 주 연료로 이용한 요리 목적의 불은 통기가 잘 이루어지지 않으면 실내 대기 오염으로 이어지며 개발도상국에서는 만성 폐쇄성 폐질환의 가장 흔한 원인이 된다. 이러한 불은 3억 명에 다다르는 인구가 요리와 난방에 이용하며 이에 따른 건강에의 악영향은 더 많이 노출되는 여성에게 더 심하게 작용한다. 인도, 중국, 사하라 사막 이남 아프리카 가정의 80%가 에너지의 주 보급원으로 이용한다.
대도시에서 사는 경우가 비도시 지역에서 사는 경우보다 만성 폐쇄성 폐질환 환자의 비율이 더 높다. 도시의 대기 오염은 만성 폐쇄성 폐질환의 악화에는 기여하나 원인으로써의 역할은 불분명하다. 배기가스 등으로 인해 실외 대기질이 불량한 지역은 대체로 만성 폐쇄성 폐질환 발생률이 높다. 그러나 흡연에 비하면 상대적으로 영향이 적은 것으로 알려져 있다.

### 직업적 노출
직장에서의 분진, 화학물질, 가스에의 강도 높고 오랜 시간에 걸친 노출은 흡연자와 비흡연자 양자의 만성 폐쇄성 폐질환 위험을 높인다. 직장에서의 노출은 만성 폐쇄성 폐질환 환자 중 10-20%의 발병 원인인 것으로 알려져 있다. 미국의 경우 직장에서의 노출은 흡연한 적이 없는 만성 폐쇄성 폐질환 환자 중 30% 이상에 연관이 있는 것으로 알려져 있으며, 충분한 규제가 이루어지지 않는 국가들에서 아마도 더 큰 위험요소로 작용할 것으로 생각된다.
원인이 될 가능성이 있다고 알려진 업종 및 요소로는 탄광업, 금 채광, 면직물 업계의 심한 분진, 카드뮴과 이소시아네이트를 이용하는 직종, 용접 시 발생하는 가스 등이 있다. 농업 종사 역시 위험 요소이다. 일부 직종에서는 작업의 위험 수준이 하루에 담배 두 갑 분량의 흡연과 동등할 것으로 추정되었다. 이산화규소 분진 노출 역시 만성 폐쇄성 폐질환을 유발하며, 이는 규폐증에 대한 위험과는 무관하다. 분진 노출과 담배 연기 노출의 부정적인 영향은 가산적인 관계이거나 그 이상인 것으로 보인다.

### 유전적 요인
유전적 요인도 만성 폐쇄성 폐질환에 관련이 있다. 만성 폐쇄성 폐질환 환자의 흡연자 친척에게서 친척이 아닌 흡연자보다 흔하게 나타난다. 현재 유전되는 것으로 분명하게 밝혀진 위험인자는 알파-1 항트립신 결핍증 뿐이다. 알파-1 항트립신이 부족한 사람이 흡연할 경우 위험도가 특히 더 높다. 만성 폐쇄성 폐질환 환자의 1-5% 정도는 이 위험인자가 원인이며 이 위험인자는 1만 명 중 3-4명에게서 나타난다. 다른 유전적 요인들이 연구 중에 있으며, 많은 수의 유전적 요인들이 존재할 가능성이 크다.

### 기타
여러 다른 인자들이 만성 폐쇄성 폐질환과 상대적으로 덜 밀접한 관계를 맺고 있다. 발병 위험은 빈민층에서 더 높은데 가난 그 자체가 그 원인인지 아니면 대기 오염과 영양실조처럼 가난과 관련이 있는 다른 위험 요인들이 있는지는 분명하지 않다. 천식과 기도 과반응성이 있는 경우 만성 폐쇄성 폐질환 발병의 위험이 더 높다는 잠정적 증거가 있다. 출생 시 저체중 등 출생 요소와 HIV/AIDS와 결핵 등 몇몇 전염병 또한 관련이 있을 수 있다. 폐렴 등 호흡기 감염은 적어도 성인에 한해서는 만성 폐쇄성 폐질환의 위험을 높이지 않는 것으로 보인다.

### 악화
급성 악화(급작스러운 증상의 악화)는 보통 감염이나 환경 오염 물질에 의해 유발되며, 약물의 오남용 등 다른 요소들에 의한 경우도 있다. 급성 악화의 50-75%는 감염이 원인인 것으로 보이며, 이 중 25%는 세균성, 25%는 바이러스성, 25%는 세균과 바이러스 둘 다에 의한 감염이다. 환경 오염 물질에는 실내와 실외의 대기질 불량이 포함된다. 직접 흡연에 대한 노출과 간접 흡연이 위험도를 높인다. 악화가 겨울에 더 흔하게 발생하는 등 낮은 기온 또한 역할이 있을 수 있다. 원질환이 더 심각할수록 악화가 더 자주 일어나는데, 가벼운 원질환의 경우에는 연간 1.8회, 보통 원질환의 경우 연간 2회 내지 3회, 심각한 원질환의 경우 연간 3.4회 발생한다. 악화가 잦은 환자는 폐 기능이 더 빠르게 저하된다. 폐색전(폐 내 혈전)은 이미 만성 폐쇄성 폐질환을 앓고 있는 환자들의 증상을 악화시킬 수 있다.

## 병태생리

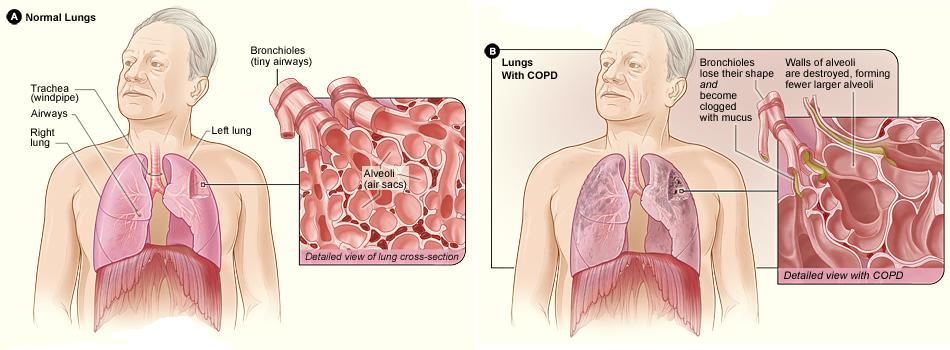
좌측 그림은 폐와 기도이며 정상 상태의 세기관지와 폐포의 세부 단면이 삽입되었다. 우측 그림은 만성 폐쇄성 폐질환으로 손상된 폐이며 손상된 세기관지와 폐포의 단면이 삽입되었다.

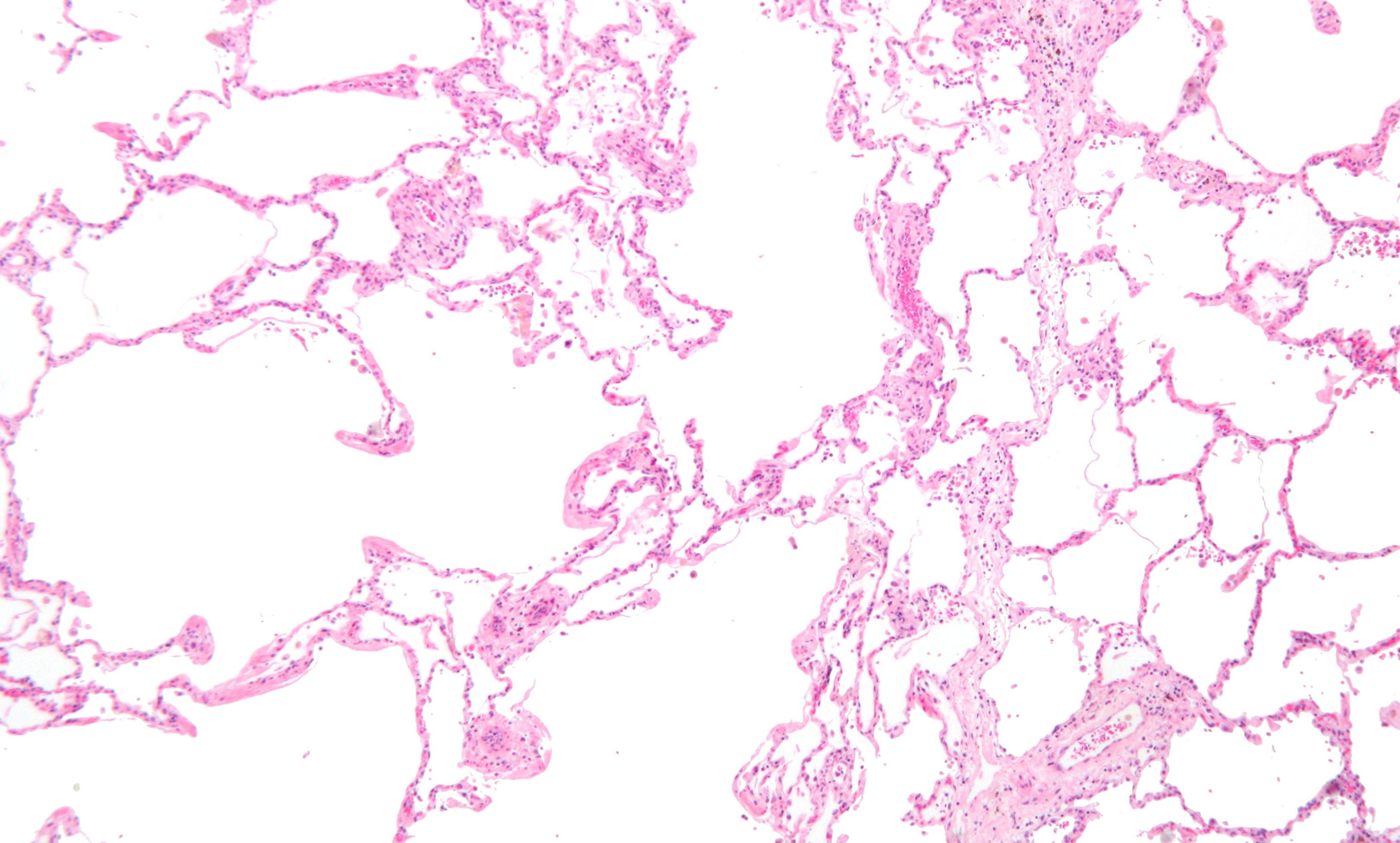
폐기종의 현미경 사진(좌 – 넓은 범위의 공동)과 폐포가 상대적으로 많이 보존된 폐 조직 (우).

만성 폐쇄성 폐질환은 폐쇄성 폐질환의 일종으로 만성적인 비가역적 기류 불량(기류제한)과 숨을 완전히 내쉴 수 없음(공기걸림)이 나타난다. 기류 불량은 폐기종으로 불리는 폐 조직의 손상과 폐색성 세기관지염이라는 소기도 질환의 결화로 나타난다. 이들 두 요인의 상대적 기여도는 개인에 따라 다르다. 기도의 심각한 손상은 폐기포로 불리는 큰 기포가 생성되어 폐 조직의 자리를 차지하는 결과로 이어질 수 있다. 이러한 형태를 수포성 폐기종이라 한다.
만성 폐쇄성 폐질환은 자극물의 흡입에 상당 수준의 만성적인 염증성 반응으로 발생한다. 이러한 염증 상태에 만성 세균성 감염 또한 더해질 수 있다. 여기에 관여하는 염증세포에는 백혈구 두 종 호중성 과립구와 대식세포가 포함된다. 흡연자의 경우에는 여기에 Tc1 림프구가 추가되며 만성 폐쇄성 폐질환 환자 중 일부의 경우에는 천식과 유사한 호산구가 추가된다. 이러한 세포 반응은 일부분 화학쏠림인자와 같은 염증매개체에 의해 유발된다. 폐손상에 관련된 다른 과정들로는 담배연기에 높은 농도로 포함된 유리기가 유발하고 염증세포가 해소하는 산화 스트레스와 단백질분해효소억제제의 단백질 분해 효소 억제가 불충분하여 일어나는 폐의 결합조직의 손상 등이 있다.  폐의 결합조직의 손상은 폐기종으로 이어져 기류 불량, 궁극적으로는 호흡기체의 흡수 및 방출의 불량의 원인이 된다. 만성 폐쇄성 폐질환에서 자주 나타나는 전반적인 근육 퇴행은 일부 폐에서 혈액으로 방출되는 염증매개체로 인한 것일 가능성도 있다.
기도는 감염과 내부의 흉터로 인해 좁아진다. 이는 숨을 완전히 내쉴 수 없게 하는 원이 된다. 숨을 내쉴 때 기도를 가슴의 압력이 압박하므로 이 때 기류가 가장 많이 감소된다. 이렇게 되면 전 호흡의 호흡기체가 그 다음 호흡이 시작될 때 폐에 더 많이 잔류하여 폐 내 총 공기 용적의 증가로 이어지는 과대팽창, 혹은 공기걸림이 나타날 수 있다. 폐에 공기가 이미 부분적으로 차 있는 경우 숨을 들이마쉬기가 불편해지므로 운동으로 인한 과대팽창은 만성 폐쇄성 폐질환의 숨참에 관련이 있다.
일부는 천식과 유사한 자극물에 대한 기도 과반응성이 어느 정도 나타날 수 있다.
기도 폐쇄, 과다팽창, 호흡 의욕저하가 원인이 되어 나타나는 환기량 감소로 인한 기체교환 불량으로 낮은 산소 수치와 그로 인한 혈액 중 이산화탄소의 높아지는 현상이 나타날 수 있다. 악화가 진행되면 기도 감염 역시 증가하여 과대팽창이 증가하고 날숨 기류가 감소하고 기체 교환이 악화된다. 이로 인해 환기량이 불충분해져 궁극적으로는 혈중산소치가 낮아질 수 있다. 낮은 산소 수치가 오랜 기간 지속될 경우 폐의 동맥이 줄어들 수 있으며 폐기종은 폐의 모세혈관의 손상으로 이어진다. 이러한 변화는 모두 폐동맥의 혈압 상승으로 이어져 폐심장을 야기할 수 있다.

## 진단

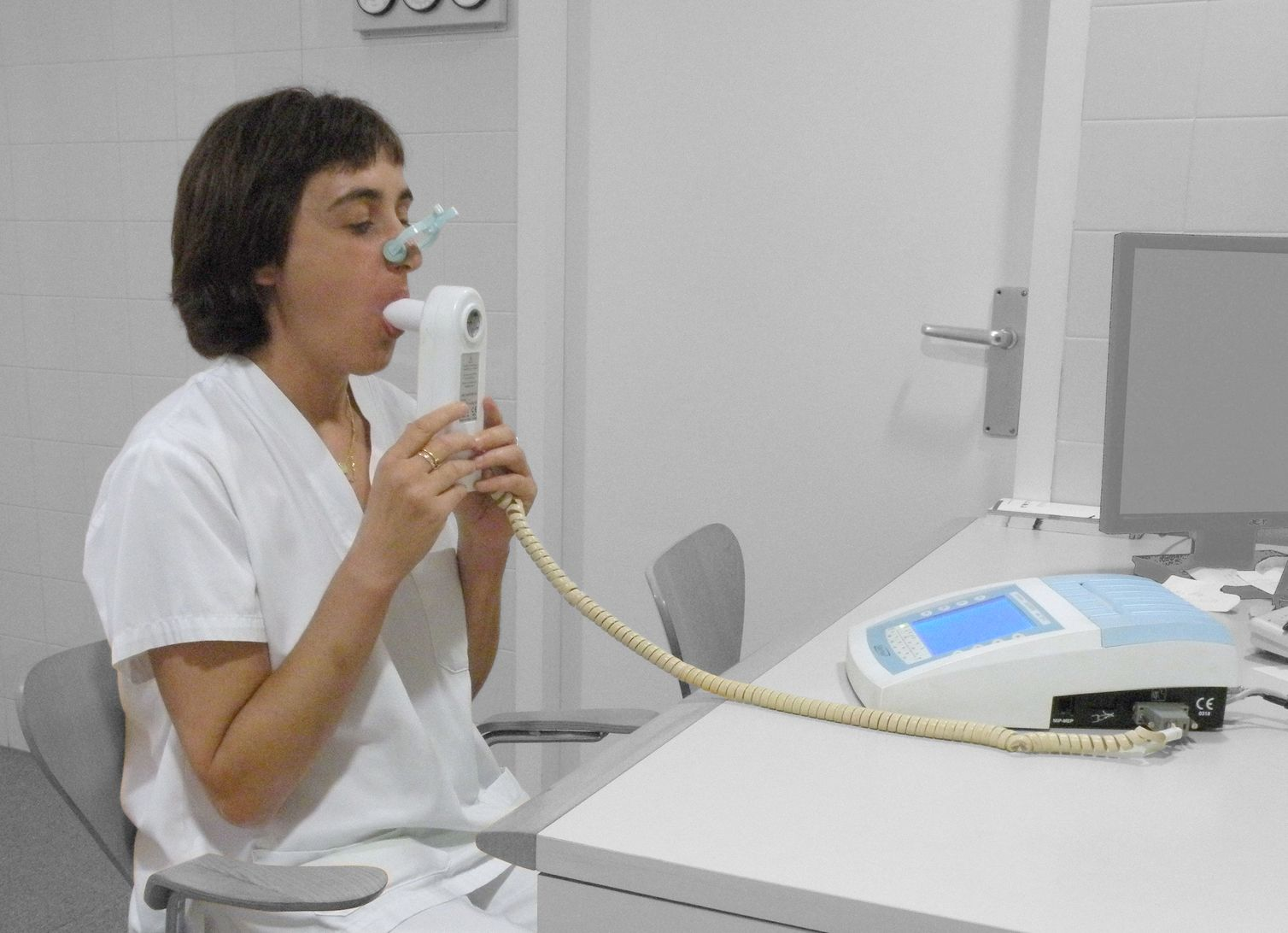
폐활량계에 숨을 불어넣는 사람. 진료실 사용을 위한 더 작은 크기의 손에 쥐고 사용하는 기기도 있다.

만성 폐쇄성 폐질환의 위험 인자들에 대한 노출 경력이 있고 숨참이 나타나는 35세 내지 40세 환자의 경우 만성 폐쇄성 폐질환 진단이 고려되어야 한다. 이후 폐활량측정법을 이용하여 확진한다.

### 폐활량측정법
폐활량측정법은 존재하는 기류 폐색의 양을 측정하며, 보통 기도를 열어주는 약인 기관지 확장제 투여 후 실시된다. 한 호흡의 첫 1초에 내쉴 수 있는 공기의 최대 용적인 초당 강제날숨유량(FEV1)과 한 번의 큰 호흡으로 내쉴 수 있는 공기의 최대 용적인 강제폐활량(FVC)의 두 가지 주요 지표가 진단을 위해 측정된다. 보통 첫 1초에 75-80%의 FVC가 방출되며 폐쇄성 폐질환의 증상을 보이는 환자에게서 70% 이하의 FEV1/FVC 비율이 측정될 때 만성 폐쇄성 폐질환 환자로 정의된다. 이 측정치에 바탕하는 경우 폐활량측정법은 노인층에서는 만성 폐쇄성 폐질환을 과다 진단하게 된다. 국립임상연구소의 기준은 추가적으로FEV1이 예상수치의 80% 이하일 것을 요구한다.
보다 이른 시점에서의 진단의 목적으로 하는 증상을 보이지 않는 사람에 대한 폐활량측정법의 사용을 뒷받침하는 증거는 그 효과가 불확실하므로 현재 추천되지 않는다. 천식과 관련하여 흔하게 사용되는 최대날숨유량(날숨의 최고 속도)은 만성 폐쇄성 폐질환 진단에는 충분하지 않다.

### 경중도
| 등급 | 영향 받는 활동  |
| ---- | --------------- |
| 1    | 격렬한 운동     |
| 2    | 정력적인 걷기   |
| 3    | 보통 걷기       |
| 4    | 수 분 동안 걷기 |
| 5    | 옷 갈아입기     |

| 경중도               | 예상 FEV1 %            |
| -------------------- | ---------------------- |
| 경도 (골드 1)        | ≥80                    |
| 중등도 (골드 2)      | 50–79                  |
| 중증 (골드 3)        | 30–49                  |
| 심각한 중증 (골드 4) | <30 혹은 만성 호흡부전 |

만성 폐쇄성 폐질환이 특정 개인에게 어떤 영향을 끼치는지 알아보는 방법은 여러 가지가 있다. 수정된 영국 의학연구심의회 설문 (mMRC) 또는 만성 폐쇄성 폐질환 평가 검사 (CAT) 등의 간단한 검사가 증상의 경중도의 판단에 이용 가능하다. CAT의 점수 범위는 0-40점이며 점수가 높을수록 병세가 더 심각한 것이다. 폐활량측정법은 기류 제한의 경중도의 측정에 이용될 수 있다. 이 방법은 보통 FEV1를 검사받는 사람의 나이, 성별, 신장, 체중을 고려한 추정 “정상” 수치의 백분율로 나타낸 수치를 이용한다. 미국과 영국 양국의 지침은 FEV1에 바탕하여 치료법을 제안하도록 권장한다. 골드 지침은 검사 대상을 증상 평가와 기류 제한에 바탕하여 네 범주로 나눌 것을 제안한다. 체중 감소, 근육 약화, 기타 질병의 존재 여부 등도 함께 고려되어야 한다.

### 기타 검사
흉부 X선 촬영과 전혈구계산은 진단 시 다른 질환을 배제하는 데에 유용하게 이용될 수 있다. 엑스선 촬영 시 나타나는 특징적인 징후로는 과팽창된 폐, 납작하게 눌린 횡격막, 흉골후방 공기량의 증가, 수포가 있어 폐렴, 폐부종, 기흉과 같은 기타 폐질환의 배제에 도움이 된다. 고해상도 단층 촬영을 이용한 흉부 정밀 검사가 폐 전체에 걸쳐 나타나는 기종의 분포를 보여주는 경우도 있으며, 이 역시 기타 폐질환을 배제하는 데에 유용하다. 그러나 수술 예정이 있지 않은 한은 병세 관리에 영향을 주는 일이 드물다. 동맥혈가스분석은 산소의 필요 여부를 판단하기 위해 이용된다. 이는 추정치의 35% 이하의 FEV1 수치를 보이는 경우, 주변 산소포화도가 92% 이하인 경우, 울혈성 심부전 증상이 있는 경우에 추천된다. 알파-1 항트립신 결핍증이 흔한 지역에서는 만성 폐쇄성 폐질환 환자, 특히 45세 미만이며 폐 하부에 영향을 끼치는 폐기종이 있는 경우 검사가 고려되어야 한다.

중증 COPD를 보여주는 흉부 엑스선 모습. 허파에 비해 심장의 크기가 더 작다.
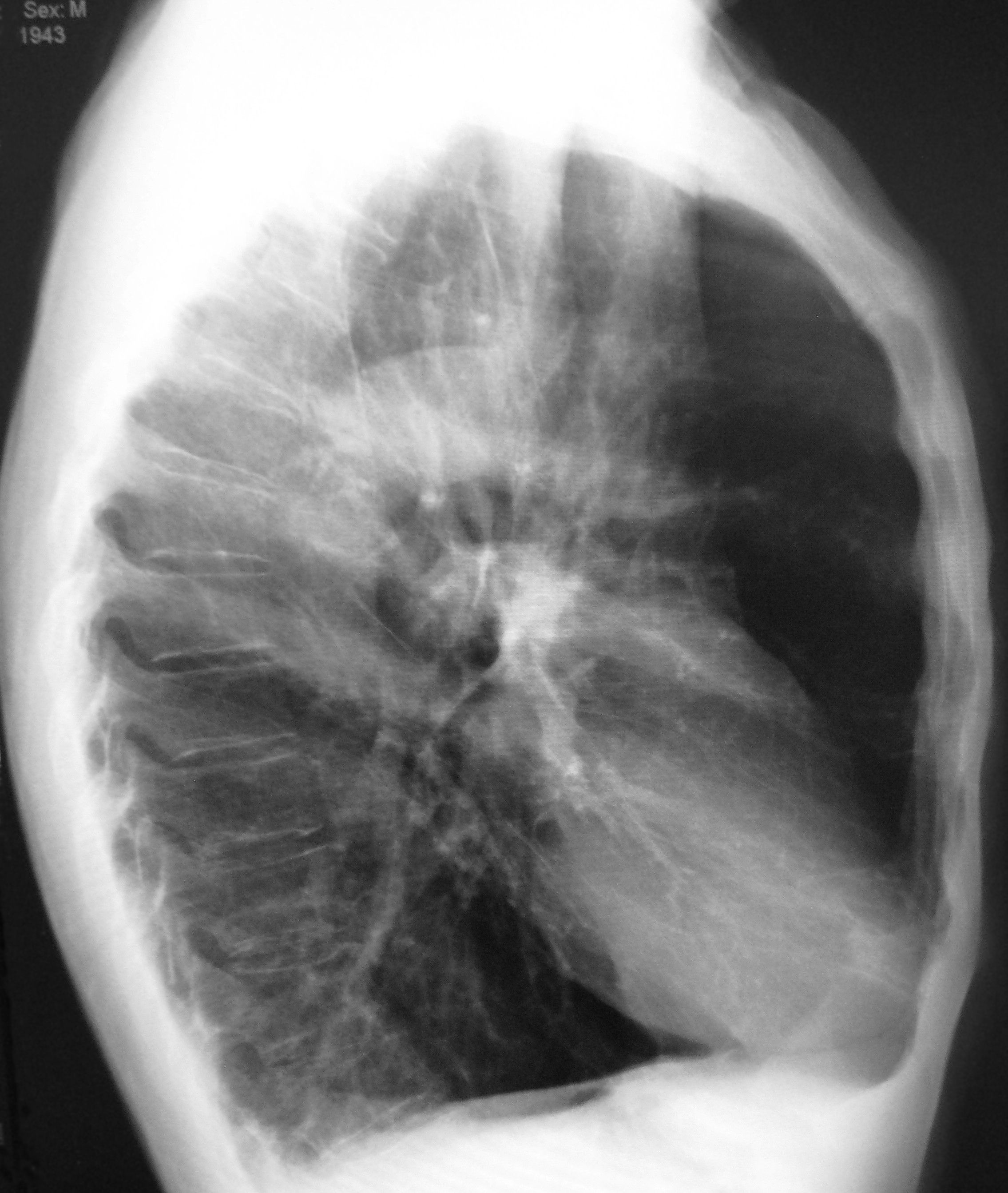
폐기종 환자의 흉부를 측면으로 찍은 엑스선 이미지. 종형흉곽과 평평한 횡격막 참고.
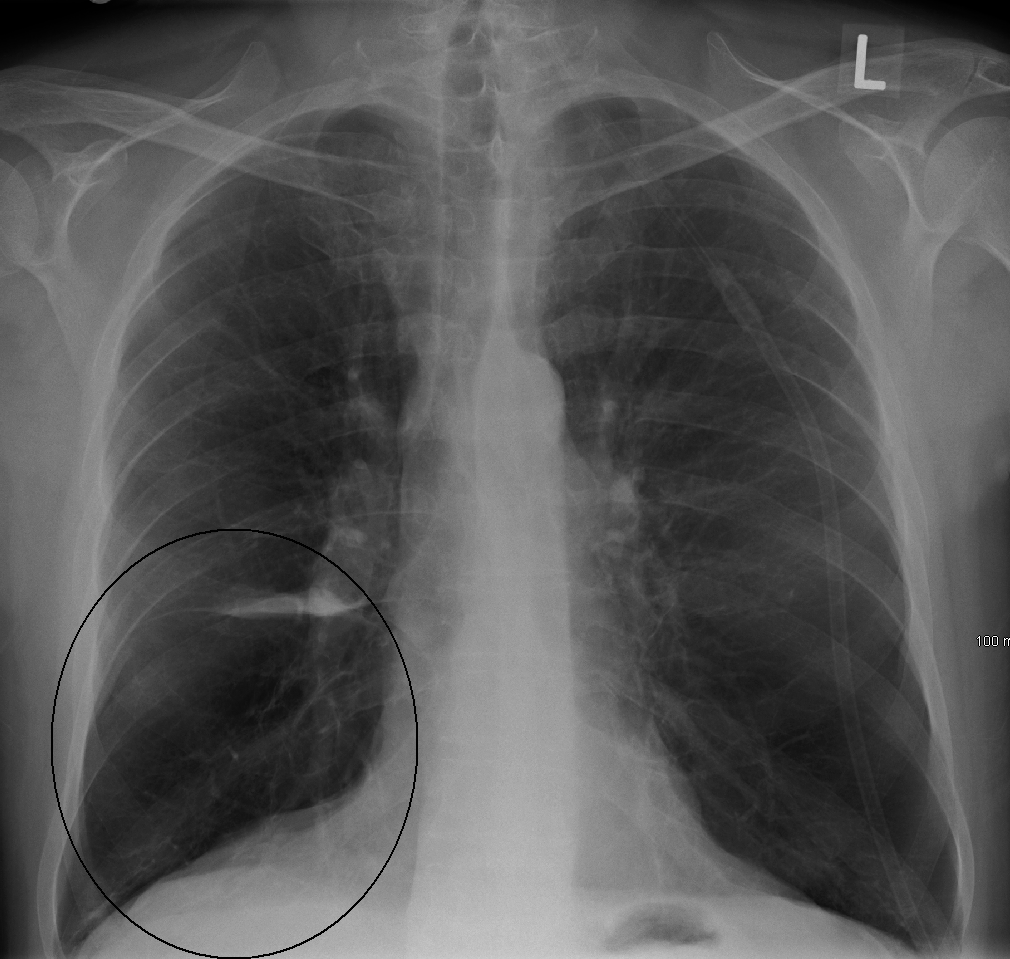
CXR에 보이는 중증 COPD 환자의 허파 수포
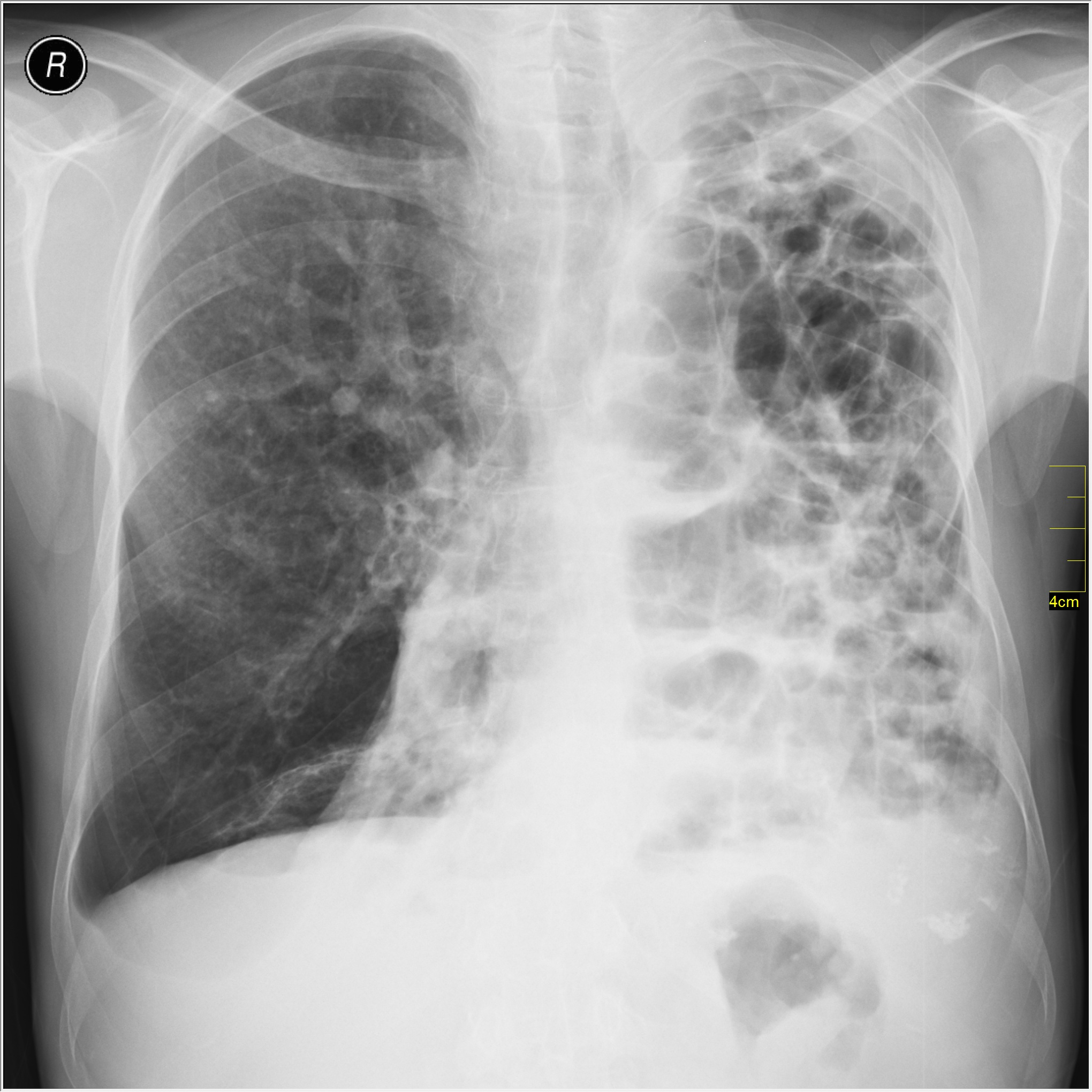
증세가 심각한 폐기종
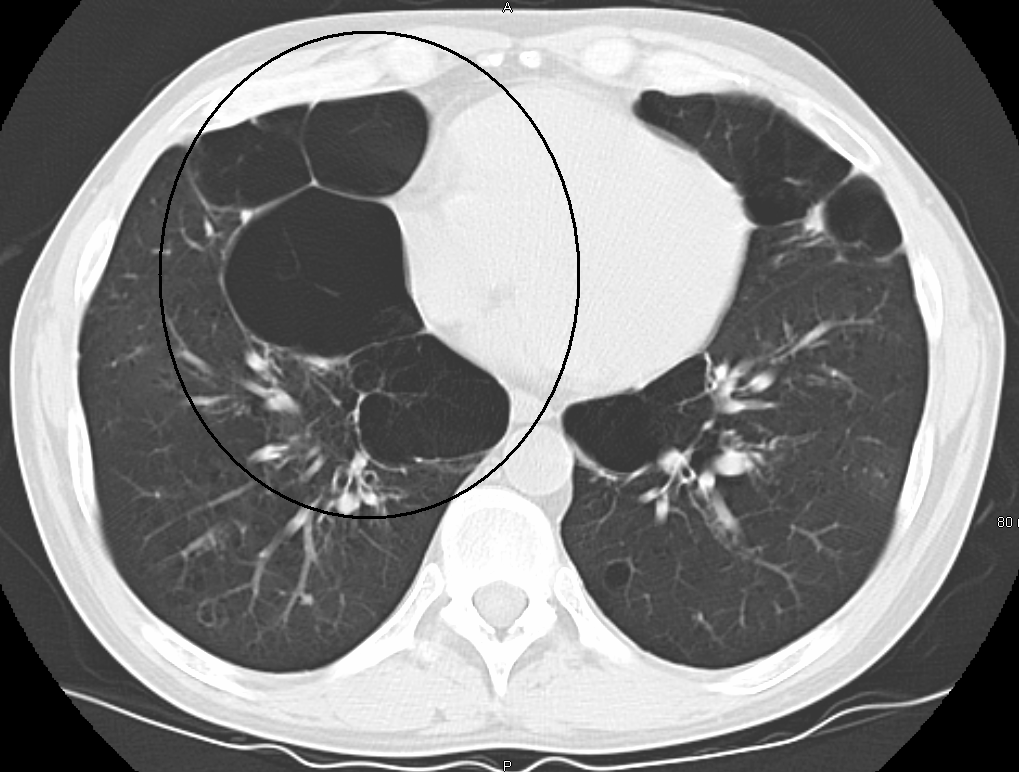
최종 단계의 폐기종 환자의 허파를 찍은 Axial CT 이미지

### 감별진단
만성 폐쇄성 폐질환과 울혈성 심부전, 폐색전증, 폐렴, 기흉 등 숨참의 다른 원인들 간 구별 필요가 발생할 수 있다. 만성 폐쇄성 폐질환 환자 중 다수가 자신이 천식을 앓고 있다고 잘못 생각한다. 천식과 만성 폐쇄성 폐질환은 증상, 흡연력, 폐활량 측정 시 기관지 확장제를 사용했을 때 기류 제한의 가역성 여부에 바탕해 구분된다. 폐결핵 역시 만성 기침을 유발하므로 폐결핵이 흔한 지역에서는 가능성이 고려되어야 한다. 유사 증상을 보이는 보다 덜 보편적인 기타 상태로는 기관지폐형성장애와 폐쇄세기관지염이 있다. 만성 기관지염은 정상 기류를 보이기도 하며 이 경우에는 만성 폐쇄성 폐질환으로 분류되지 않는다.

## 예방
만성 폐쇄성 폐질환은 대부분의 경우 연기에의 노출을 줄이고 대기질을 개선함으로써 예방이 가능할 수 있다. 만성 폐쇄성 폐질환 환자의 매년 인플루엔자 예방접종은 악화, 입원, 사망을 줄일 수 있다. 폐렴구균성 예방접종 역시 도움이 된다.

### 금연
흡연의 시작을 막는 것이 만성 폐쇄성 폐질환 예방에 있어 중요하다. 정부, 공공보건기관, 반흡연단체 등의 정책이 흡연 시작을 막고 금연을 장려함으로써 흡연율을 낮출 수 있다. 공공장소와 일터에서의 흡연 금지가 간접흡연에의 노출을 줄이는 데에 중요한 역할을 하므로, 이러한 금지령이 많은 장소에서 내려지고 있지만 더욱 폭넓은 도입이 필요하다.
흡연자의 경우 금연만이 만성 폐쇄성 폐질환의 악화를 늦출 수 있다. 만성 폐쇄성 폐질환의 후기에 이르러서도 금연은 폐기능 악화 속도를 늦추고 기능장애와 사망 시점을 지연시킨다. 금연은 흡연을 그만두겠다는 결심으로 시작하여 끊으려는 시도로 이어진다. 장기간 금연이 가능해지려면 여러 번 시도가 필요한 경우가 많다. 5년에 걸쳐 시도하는 경우 40%에 가까운 성공률을 보였다.
일부 흡연자는 의지만으로 장기간 금연에 성공할 수 있다. 그러나 흡연은 중독성이 높아 금연 성공 확률은 사회적인 지지, 금연 프로그램 참여나 니코틴대체요법, 부프로피온, 바레니클린 등 약물의 사용으로 높아진다.

### 노동위생
탄광업, 공사, 석공 등 위험 업종 종사자들에게 만성 폐쇄성 폐질환이 생길 가능성을 줄이기 위한 여러 방안들이 추진되었다. 그 예로 공공정책 창안, 위험에 대한 노동자 및 관리자 교육, 금연 장려, 만성 폐쇄성 폐질환의 초기 징후에 대한 노동자 검사, 호흡기의 사용, 분진 제어 등이 있다. 효과적인 분진 제어는 물의 분무나 분진 발생을 최소화하는 채광 기술을 이용하여 환기 조건을 개선함으로써 이루어진다. 노동자에게 만성 폐쇄성 폐질환이 생길 경우, 일터에서의 역할 교체 등의 방법으로 분진에의 노출을 피해 추가 폐 손상을 줄일 수 있다.

### 대기오염
실내 대기질과 실외 대기질 개선으로 만성 폐쇄성 폐질환을 예방하거나 이미 존재하는 질환의 악화를 막을 수 있다. 대기질 개선은 공공정책을 통한 노력, 사회문화의 변화, 개인의 참여로 이루어낼 수 있다.
몇몇 선진국의 경우 규제를 통해 실외 대기질을 성공적으로 개선시킨 바 있다. 이는 해당 국가 국민들의 폐 기능 증진으로 이어졌다. 만성 폐쇄성 폐질환 환자의 경우 실외 대기질이 좋지 못한 날에는 실내에 머무르면 증상의 발현을 줄일 수 있다.
주거지의 통기를 개선하고 좋은 화로와 굴뚝을 사용하여 요리와 난방 연료의 연기에의 노출을 줄이는 것이 중요하다. 제대로 된 화로는 실내 대기질을 85%까지 개선시킬 수 있다. 태양열 요리나 전기 난방 등 이용으로 에너지원을 바꾸는 것도 효과적이고, 바이오매스 대신 케로신이나 석탄 연료를 사용하는 것 역시 효과가 있다.

## 관리
만성 폐쇄성 폐질환의 완치법은 알려져 있지 않으나, 그 증상들에 대하여는 치료가 가능하고, 병의 심화는 늦출 수 있다. 관리의 주요 목표는 위험 인자를 줄이고, 만성 폐쇄성 폐질환을 안정적으로 관리하며, 급성 악화를 방지 및 치료하고, 관련 질환을 관리하는 데에 있다. 사망률을 줄이는 데 효과가 있는 것으로 확인된 방법은 금연과 보조 산소 뿐이다. 사망 위험을 18%까지 줄인다. 그 외 권장사항으로는 매년 인플루엔자 예방접종 받기, 5년마다 폐렴구균성 예방접종 받기, 대기 환경오염에의 노출 줄이기 등이 있다. 질병이 많이 진행된 경우에는 일시적인 처뱡으로 증상을 억제할 수 있고 숨참으로 인한 괴로움이 모르핀으로 개선될 수도 있다. 비침입성 환기를 이용해 호흡을 도울 수도 있다.

### 운동
호흡재활은 환자 개인에게 도움이 될 수 있도록 조율된 운동, 질병 관리, 상담을 아우르는 프로그램이다. 근래에 악화를 겪은 환자의 경우, 호흡 재활이 전체적인 삶의 질을 높여주고, 운동 능력을 향상시켜주며, 사망률을 낮추는 것으로 보인다. 또한 환자가 자신의 질병에 대해 스스로의 통제 하에 두었다는 의식이 고양되는 것으로 나타났다. 호흡운동 자체는 제한된 역할만을 하는 것으로 보인다.
저체중이나 과체중은 만성 폐쇄성 폐질환의 증상, 장애의 정도, 예후에 영향을 미칠 수 있다. 만성 폐쇄성 폐질환 환자는 칼로리 섭취를 늘림으로써 호흡근력을 증진시킬 수 있다. 이를 정기적인 운동 및 호흡재활과 병행하면 만성 폐쇄성 폐질환의 증상을 개선시킬 수 있다. 영양 보충은 영양실조 상태인 이들에게 효과가 있다.

### 기관지 확장제
흡입형 기관지 확장제는 가장 흔하게 사용되는 약물치료이나 전체적인 효용은 매우 적다. β2 작용제와 항콜린작용제의 두 가지가 대표적이며, 지속성과 단기작용 두 가지 타입이 있다. 숨참, 천명, 운동능력 제한 등을 개선하여 삶의 질을 향상시킨다. 이들 약물이 기저의 질병의 차도에 영향을 주는지는 뚜렷하게 밝혀진 바 없다.
경도 환자의 경우 단기작용제의 필요에 따른 사용이 권장된다. 증상이 더 심한 환자의 경우 지속작용제가 추천된다. 지속성 기관지 확장제가 충분하지 못한 경우 보통 흡입형 코르티코스테로이드를 추가한다. 지속작용제의 경우, 티오트로피움(지속항콜린작용제)과 지속베타작용제(LABA) 중 어느 것이 더 효과적인지 분명하지 않으므로 둘 다 시도해본 후 더 좋은 효과를 내는 쪽을 지속하는 것이 좋을 수도 있다. 두 작용제 모두 급성 악화의 위험을 15-25% 낮춰주는 것으로 보인다. 두 가지 작용제의 병행 사용도 효과가 있을지 모르나, 이 효과는 그다지 의미가 있지 않다.
살부타몰(벤톨린)과 테르뷰탈린을 포함하여 몇 종의 단기β2작용제가 시중에 나와있다. 이들 약물을 통해 네 시간에서 여섯 시간까지 증상을 일부 해소할 수 있다. 살메테롤과 포르모테롤 등의 지속β2작용제는 자주 이용되는데 효용의 증명이 확실하다고 보는 시각이 있다. 만성 폐쇄성 폐질환 환자에 의한 장기간 사용은 안전한 것으로 보이지만 떨림이나 심계항진 등의 역효과가 있을 수 있다. 흡입형 스테로이드와 함께 사용될 경우 폐렴의 위험을 높인다. 스테로이드와 지속베타작용제의 병행이 효과가 있을 수 있으나 이로 인한 적은 효용이 위험의 증가를 상쇄할 만큼인지는 분명하지 않다.
만성 폐쇄성 폐질환에 주로 사용되는 항콜린작용제로는 이프라트로피움과 티오트로피움 두 가지가 있다. 이프라트로피움은 단기작용제이고 티오트로피움은 장기작용제이다. 티오트로피움은 악화 억제와 삶의 질 증진에 효과가 있으며 이 부분에서는 이프라트로피움보다 더 효과적이다. 사망률이나 전체적인 입원율에는 큰 영향을 주지 않는 것으로 나타난다. 항콜린작용제는 구갈과 요로의 증상을 유발할 수 있다. 심장병과 뇌졸중의 위험을 높이는 것으로도 알려졌다. 2012년에 발매된 지속작용제 아클리디니움이 티오트로피움의 대안으로 사용되고 있다.

### 코르티코스테로이드
코르티코스테로이드는 보통 흡입형이 사용되나 급성 악화의 치료와 예방을 위해서는 알약 형태로 사용되기도 한다. 흡입형 코르티코스테로이드(ICS)는 만성 폐쇄성 폐질환의 경도 환자들에게는 별다른 효과가 없을 수도 있으나 중등도나 중증 환자의 경우에는 급성 악화를 억제한다. 지속베타작용제과 병행하면 흡입형 코르티코스테로이드나 지속베타작용제 어느 한 쪽만의 사용보다도 더 사망률 저감에 효과적이다. 둘 중 한 약물만으로는 일년사망률에 영향이 없으며 폐렴 발병률을 높이는 것으로 알려져 있다. 만성 폐쇄성 폐질환의 병세에 영향을 주는지는 분명하지 않다. 알약형 스테로이드를 이용한 장기간 치료는 상당한 부작용을 유발하는 것으로 알려져 있다.

### 기타 약물처치
장기간에 걸친 항생제 처치, 특히 에리스로마이신 등 마크로라이드계의 처치는 일년에 2회 이상 악화를 겪는 환자들의 악화 빈도를 낮춘다. 일부 지역에서는 이러한 처치법이 비용 효율이 높을 수도 있다. 항생제내성의 우려, 그리고 아지스로마이신의 경우에는 청각장애의 우려가 있다. 테오필린과 같은 메틸산틴의 경우 득보다는 실이 많아 보통 추천되지 않으나 다른 방법으로는 통제되지 않는 경우 2차 작용제로 사용되기도 한다. 점액용해제의 경우 점액이 매우 진한 일부 환자들에게 유용할 수 있으나 보통은 필요하지 않다. 기침약은 권장되지 않는다.

### 산소
보조 산소는 안정 상태에서 산소치가 낮은 (산소분압이 50-55 mmHg 이하 혹은 산소포화도가 88% 이하) 환자들에게 추천된다. 이러한 조건의 환자들이 일일 15시간 이상 보조 산소를 사용할 경우 심부전과 사망의 위험을 낮추고 운동 능력을 증진시키기도 한다. 산소치가 정상이거나 약간 낮은 환자의 경우, 보조 산소가 숨참 증상의 개선에 도움이 될 수 있다. 산소요법을 진행 중인 환자가 흡연을 지속할 경우 화재의 위험이 있고 효과가 나타나지 않을 수 있다. 이러한 상황에서는 사용하지 않을 것을 권하는 경우도 있다. 많은 환자가 급성 악화 기간 중 산소요법을 필요로 한다. 해당 환자의 산소포화도를 고려하지 않고 고농도의 산소를 사용하면 이산화탄소 수치가 높아지고 증상이 악화되는 결과로 이어질 수 있다. 이산화탄소 수치가 높을 위험이 있을 경우 88-92%의 산소포화도가 권장되며 위험이 없는 경우 94-98%가 권장된다.

### 수술
심각한 중증 환자의 경우 폐이식이나 폐용적감소수술 등의 수술이 도움이 되기도 한다. 수술은 폐에서 기종으로 인해 제일 심하게 손상된 부분을 제거하여 남아있는 상대적으로 상태가 양호한 부위가 팽창하여 보다 더 원활하게 기능할 수 있도록 한다. 폐이식은 매우 심각한 중증의 만성 폐쇄성 폐질환 환자, 특히 나이가 어린 환자의 경우 종종 집도된다.

### 악화
급성악화는 보통 단기성 기관지 확장제의 사용을 늘림으로써 치료한다. 여기에는 단기성 흡입성 베타작용제와 항콜리작용제의 조합이 포함되는 것이 보통이다. 투약에는 간격자를 장착한 계량흡입기나 분무기가 이용되며 두 가지 방법이 비슷한 정도의 효과를 보인다. 상태가 더 안 좋은 환자들에게는 분무가 더 쉬울 수 있다.
구강 코르티코스테로이드는 회복의 가능성을 높이고 증상의 지속기간을 줄인다. 심각한 악화를 겪는 환자의 경우, 항생제가 병세를 개선할 수 있다. 아목시실린, 독시사이클린, 아지스로마이신 등 여러 항생제가 사용되나 어느 것이 더 나은지는 분명하지 않다. 덜 중증인 환자들의 경우에는 뚜렷한 증거가 있지 않다.
이산화탄소 수치가 급증한 (2타입 호흡부전) 환자에게 비침습양압환기를 사용하면 기계적 환기를 위한 집중치료실 입원 및 그로 인한 사망의 확률을 낮출 수 있다. 테오필린 또한 다른 처치의 효과를 보지 못하는 환자들에게 도움이 될 수도 있다. 악화 환자 중 20% 이하만이 입원을 필요로 한다. 호흡부전으로 인한 산증이 없는 환자의 경우, 가정치료가 입원을 피하는 데 도움이 될 수도 있다.

## 예후
| 자료 없음 ≤110 110–220 220–330 330–440 440–550 550–660 | 660–770 770–880 880–990 990–1100 1100–1350 ≥1350 |

2004년 10만 명 당 만성 폐쇄성 폐질환의 장애보정수명
자료 없음
≤110
110–220
220–330
330–440
440–550
550–660
660–770
770–880
880–990
990–1100
1100–1350
≥1350

만성 폐쇄성 폐질환은 보통 시간이 지남에 따라 점점 악화되며 궁극적으로는 사망에 이르기도 한다. 장애의 3%는 만성 폐쇄성 폐질환에 관련된 것으로 추정된다. 만성 폐쇄성 폐질환으로 인한 장애의 비율은 1990년부터 2010년까지 감소 추세인데 주로 아시아에서 실내 대기질이 개선되었기 때문이다. 그러나 만성 폐쇄성 폐질환으로 인한 장애를 지니고 사는 연 수는 전체적으로 증가하였다.
만성 폐쇄성 폐질환의 악화 속도는 중증의 기도폐쇄, 운동 능력의 부재, 숨참, 심각한 저체중이나 과체중, 울혈성 심부전, 흡연, 잦은 악화 등 부정적 결과를 예견하는 인자들의 존재 여부에 따라 달라진다. 만성 폐쇄성 폐질환의 장기적 결과는 FEV1 , 체질량지수, 6분동안 걸은 거리, mMRC 호흡곤란척도에 바탕하여 0과 10 사이의 점수를 계산되는 BODE 지수를 이용해 추정될 수 있다. 급격한 체중 감소는 부정적인 징후이다. 폐활량 측정 결과 또한 향후 병세를 예견하는 데에 도움이 되나 BODE 지수만큼 효과적이지는 않다.

## 역학
만성 폐쇄성 폐질환은 2010년 전세계적으로 약 3억 2900만 명(총인구의 4.8%)에게 영향을 끼쳤고 여성보다 남성에게서 작은 차이로 더 흔하게 나타난다. 이는 2004년 6400만 명이 영향을 받은 것으로 나타난 것과 비교되는 수치이다. 1970년과 2000년대 사이 개발도상국에서 나타난 발병률 상승은 해당 지역의 흡연률 상승, 인구 증가, 전염병과 같은 다른 원인으로 인한 사망이 줄어들며 진행된 인구의 고령화 등과 관련이 있는 것으로 보인다. 선진국의 경우 일부에서는 만성 폐쇄성 폐질환 발병률이 증가하고, 일부에서는 현상이 유지되었으며, 일부에서는 감소하였다. 위험인자가 널리 퍼져있는 상태와 인구의 고령화가 지속되면서 전세계 발병률은 증가 추세가 유지될 것으로 예측된다.
1990년과 2010년 사이, 만성 폐쇄성 폐질환으로 인한 사망은 310만명에서 290만명으로 약간 감소하였다. 전체적으로 사망 원인 중4위이다. 일부 국가에서는 남성 사망률은 감소하였지만 여성 사망률은 증가하였다. 이는 여성과 남성의 흡연률이 점점 비슷한 수준이 되면서 일어난 현상으로 보인다. 만성 폐쇄성 폐질환은 고령인구에서 더 흔하다. 65세 이상의 인구층에서 해당 집단에 따라1000명 중 34-200명에게서 발병하였다.
영국에서는 5000만 명 중 약 84만명이 만성 폐쇄성 폐질환 진단을 받은 것으로 추정되며, 이는 59명 중 한 사람은 일생 동안 한 번은 만성 폐쇄성 폐질환 진단을 받았다는 뜻이다. 영국에서 사회경제적으로 가장 낙후된 지역에서는 32명 중 한 사람이 만성 폐쇄성 폐질환을 진단받았고, 가장 부유한 지역에서는 98명 중 한 사람이 진단받았다. 미국에서는 성인 인구의 약 6.3%, 약 1500만 명이 만성 폐쇄성 폐질환 진단을 받았다. 현재 진단되지 않은 경우까지 포함하면 2400만 명 정도가 만성 폐쇄성 폐질환을 앓는 것으로 추정된다. 2011년에 미국에서 만성 폐쇄성 폐질환으로 인한 입원이 73만 건이었다.

## 역사

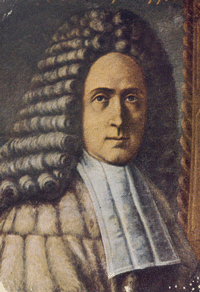
1769년 폐기종의 초기 기록 중 하나를 남긴 지암바티스타 모가니

폐기종, “emphysema,” 라는 단어는 “팽창하다”의 의미를 가진 그리스어 ἐμφυσᾶν emphysan에서 파생되었으며 이는"안"이라는 의미의 ἐν en와 "숨, 폭발"를 뜻하는φυσᾶν physan가 합쳐진 단어이다. 만성 기관지염이라는 말은 1808년에 쓰이기 시작한 것으로, 만성 폐쇄성 폐질환이라는 말은 1965년에 최초로 쓰인 것으로 알려져 있다. 과거에는 만성 폐쇄성 기관지폐질환, 만성 폐쇄성 호흡계 질환, 만성 기도폐쇄, 만성 기류 제한, 비특이성 만성 폐질환, 만성 폐쇄성 폐질환 등으로 지칭되었다. 만성 기관지염과 폐기종이라는 용어는 1959년 CIBA 초청 심포지움과 1962년 미국흉부학회의 진단 기준에 대한 위원회 회의에서 정식으로 정의되었다.
폐기종으로 보이는 현상에 대한 초기 묘사의 예시로는 1679년 T. 보넷의 “커다란 폐,” 1769년 조반니 바티스타 모르가니의 “공기로 팽창된” 폐 등이 있다. 1721년에 러이쉬가 폐기종의 첫 삽화를 그렸다. 이어 1789년에 매튜 베일리가 삽화와 함께 질병의 파괴적인 성질에 대한 설명을 남겼다. 1814년에는 찰스 배드햄이 만성 기관지염에서 기침과 점액 과다를 설명하기 위해 “카타르”라는 말을 사용하였다. 청진기를 발명한 의사 르네 라에네크는 1837년 작 저서 《흉부 질병과 개재청진법에 대한 논문》에서 시체해부 중 흉부를 절개해도 꺼지지 않는 폐를 “기종,” “emphysema”라는 말을 사용하여 설명하였다. 래넉은 폐가 공기로 가득 차고 기도가 점액으로 가득 차 으레 그런 것처럼 꺼지지 않는다고 기록하였다. 1842년 존 허친슨이 폐활량을 측정하는 폐활량계를 발명하였다. 그러나 허친슨의 폐활량계는 기류가 아닌 부피만을 측정하였다. 기류 측정의 원리에 대해서는 1947년에 티프노와 피넬리가 묘사하였다.
1953년에 미국의 알레르기 전문의였던 조지 L. 월드봇이 1953년도 미국의학협회지에 게재된 글에서 “흡연자의 호흡계 신드롬”이라고 이름 붙인 새 질병을 묘사하였다. 이 묘사가 흡연과 만성 호흡계 질환이 연관 지어진 최초의 사례이다.
초기의 치료법은 마늘, 계피, 토근을 포함하였다. 근대의 치료법은 20세기 후반에 개발되었다. 만성 폐쇄성 폐질환 대처에 스테로이드의 이용을 뒷받침하는 증거들이 1950년대 후반에 제시되었다. 기관지 확장제는 이소프레날린의 긍정적인 실험 이후 1960년대에 도입되었다. 이후 1970년대에 살부타몰 등 다른 기관지 확장제들이 개발되었고, LABA의 사용은 1990년대에 도입되었다.

## 사회와 문화
폐쇄성 폐질환은 “흡연자의 폐”로 일컬어진 바 있다. 폐기종 환자들은 피부색이 분홍빛을 띄고 호흡속도가 빠르고 입술을 꽉 다무는 일이 많아 “핑크 뻐끔쟁이”나 “A타입”으로 불렸으며, 만성 기관지염 환자들은 산소치가 낮아 피부와 입술이 푸른 빛을 띄고 발목 부종이 일어나는 경우가 많아 “파란 블로터”나 “B타입”으로 불렸다. 대부분 만성 폐쇄성 폐질환 환자들이 두 가지 현상을 복합적으로 보이므로 이 용어들은 현재 쓰이지 않는다.
많은 의료체계에서 만성 폐쇄성 폐질환의 확인, 진단 및 치료법의 확보에 어려움이 있다. 영국의 보건부는 이러한 문제를 국민건강보험의 주요 과제로 지정하고 문제 해결을 위한 구체적인 방안을 제시하였다.

### 경제
2010년 당시 전세계적으로 만성 폐쇄성 폐질환으로 인한 경제적 비용은 미화 2조 1000억 달러에 이르고 이의 절반은 개발도상국에서 비롯되는 것으로 추정되었다. 이 중 미화 1조 9000억 달러는 의료 등 직접적인 비용, 미화 2000억 달러는 일을 하지 못하는 데에서 오는 경제적 손실 등의 간접적 비용이다. 다음 20년 동안 이 금액는 두 배 이상으로 늘어날 것으로 예측된다. 유럽에서 만성 폐쇄성 폐질환은 의료관련 지출의 3%를 차지한다. 미국에서 만성 폐쇄성 폐질환으로 인한 비용은 미화 500억 달러 규모로 추정되며 대부분이 악화에 관련된 비용이다. 만성 폐쇄성 폐질환은 2011년에 미국 병원에서 비용을 제일 많이 소요한 질병이었으며, 총 미화 57억 달러가 소요되었다.

## 연구
면역 억제성 항체인 인플릭시맵이 만성 폐쇄성 폐질환에 시도되었으나 유해 가능성은 나타난 반면 효용성은 입증되지 않았다. 로플루미래스트는 악화 속도를 늦추는 데에 효력이 있을 것으로 기대되나 삶의 질에는 영향을 주지 못하는 것으로 보인다. 새로운 지속성 약제 수 종의 개발이 진행 중이다. 줄기세포를 이용한 치료도 연구 중이다. 2014년 현재 동물 실험 결과는 대체로 안전하고 희망적이나 사람에게 적용된 자료는 매우 적다.

## 기타 동물
만성 폐쇄성 폐질환은 다른 동물들에서도 나타나며 담배 연기에의 노출이 원인인 것으로 보인다. 대부분의 경우 비교적 경도의 증상만을 보인다. 말에게서 나타나는 경우 재발성 기도폐쇄로 불리며 보통 균류가 포함된 짚에 대한 알레르기성 반응에 기인한다. 만성 폐쇄성 폐질환은 고령의 개에서 흔하게 나타난다.

## 같이 보기
- 체외막산소공급

## 추가 참고 자료 목록
- “Global Strategy for the Diagnosis, Management, and Prevention of Chronic Obstructive Pulmonary Disease, Updated 2013” (PDF). Global Initiative for Chronic Obstructive Lung Disease. 2013년 10월 4일에 원본 문서 (PDF)에서 보존된 문서. 2013년 11월 29일에 확인함.
- Qaseem, Amir; Wilt, TJ; Weinberger, SE; Hanania, NA; Criner, G; Van Der Molen, T; Marciniuk, DD; Denberg, T; Schünemann, H; Wedzicha, W; MacDonald, R; Shekelle, P; American College Of, Physicians; American College of Chest Physicians; American Thoracic, Society; European Respiratory, Society (2011). “Diagnosis and Management of Stable Chronic Obstructive Pulmonary Disease: A Clinical Practice Guideline Update from the American College of Physicians, American College of Chest Physicians, American Thoracic Society, and European Respiratory Society”. 《Annals of Internal Medicine》 155 (3): 179–91. doi:10.7326/0003-4819-155-3-201108020-00008. PMID 21810710.